# Rio do Carmo
O rio do Carmo é um curso de água que banha o estado de São Paulo, Brasil. Pertence à bacia do rio Grande.
O rio do Carmo nasce no município de Cristais Paulista na localização geográfica, latitude 20º24'45" sul e longitude 47º23'49" oeste, praticamente na cidade de Cristais Paulista e da rodovia estadual SP-334.

## Percurso
Da nascente segue em direção oeste (270º) do estado de São Paulo, e depois segue sempre mais ou menos paralelo a rodovia que liga as cidades de Guará, Ribeirão Corrente atá a rodovia estadual SP-334 depois de atravessar a cidade de Ituverava desvia para noroeste (320º) e segue neste rumo, atravessa a SP-330, e vai até o rio Grande entre Miguelópolis e Aramina.
Passa pelos municípios de: Cristais Paulista, Jeriquara, Ribeirão Corrente, Ituverava, Miguelópolis e Aramina.
Percorre neste trajeto uma distância de mais ou menos 83 quilômetros.
Entre Miguelópolis e Aramina, se torna afluente do rio Grande na localização geográfica, latitude 20º05'47" sul e longitude 47º53'14" oeste, o rio Grande por sua vez juntamente com o rio Paranaíba, próximo a Santa Clara d'Oeste, e formam o rio Paraná.

## Afluentes
- Margem sul:
  - Não consta
- Margem norte:
  - Ribeirão da Bandeira
  - Ribeirão Ponte Nova